# Маріт Седерстрем
Маріт Седерстрем  (швед. Marit Söderström, 25 жовтня 1962) — шведська яхтсменка, олімпійська медалістка.

## Виступи на Олімпіадах
| Олімпіада | Дисципліна | Місце |
| --------- | ---------- | ----- |
| Сеул 1988 | Клас 470   | 2     |